# St. Anthony (Minnesota)
St. Anthony – miasto w Stanach Zjednoczonych, w stanie Minnesota. W 2000 liczyło 8012 mieszkańców.

## Miasta partnerskie
- Salo, Finlandia